# Ascotheca
- Commons
- Wikispecies

Ascotheca Heine, segundo o Sistema APG II, é um gênero botânico da família Acanthaceae.
É natural do oeste da África, em Gabão.

## Espécies
O gênero apresenta uma única espécie:
- Ascotheca paucinervia (T.Anders. ex C.B.Clarke) Heine

## Classificação do gênero
| Sistema | Classificação                       | Referência            |
| ------- | ----------------------------------- | --------------------- |
| APG II  | Ordem Lamiales, família Acanthaceae | APweb, versão 9, 2008 |